# JaQuori McLaughlin
JaQuori McLaughlin (ur. 29 stycznia 1998 w Port Angeles) – amerykański koszykarz, występujący na pozycji rozgrywającego.
W 2016 został wybrany najlepszym zawodnikiem szkół średnich stanu Teksas (Washington Mr. Basketball). 
W 2021 reprezentował Golden State Warriors podczas rozgrywek letniej ligi NBA w Las Vegas.
10 stycznia 2022 został zwolniony przez Dallas Mavericks.

## Osiągnięcia
Stan na 11 stycznia 2022, na podstawie, o ile nie zaznaczono inaczej.
NCAA
- Uczestnik rozgrywek NCAA (2021)
- Mistrz:
  - sezonu zasadniczego Big West (2021)
  - turnieju Big West (2021)
- Koszykarz roku Big West (2021)[6]
- MVP turnieju Big West (2021)
- Zaliczony do:
  - I składu:
    - Big West (2021)
    - turnieju Big West (2021)

  - składu honorable mention:
    - All-American (2021 przez Associated Press)
    - Big West (2020)
- Lider Big West w liczbie:
  - asyst (136 – 2021)
  - celnych (99) i oddanych (119) rzutów wolnych (2021)
- Zawodnik tygodnia Big West (25.02.2019, 23.12.2019, 25.01.2021, 4.01.2021, 21.12.2020)